# Eric Hinton
Vale Eric Hinton (1934 - Sydney, 17 december 2015) was een Australisch motorcoureur. Hij was de zoon van coureur Harry Hinton. Eric was vernoemd naar Harry's vriend Eric McPherson. 

Eric was de middelste van drie zoons van Harry Hinton: Harry jr., Eric en Robert. Toen vader Harry, die onder meer fabrieksrijder voor Norton was geweest, in 1955 stopte met racen gaf hij zijn Norton Manx-350- en 500cc-racers aan Harry jr. en Eric. Hij hielp hen nog enige jaren als monteur. In 1959 trouwde Eric Hinton met Kathleen. Ze kregen twee zoons (Tony en Peter) en vier kleinkinderen. 

## Carrière
Hoewel Hinton wel in races om het wereldkampioenschap startte, was hij toch een typische Continental Circus-rijder, die in kleinere internationale wedstrijden startte. In afwezigheid van de fabrieksrijders konden privérijders daar behoorlijke startgelden verdienen. Ook racete hij in de winter in Australië. 
In het seizoen 1956 ging hij als lid van het Australische team naar de TT van Man, samen met Keith Bryen (350- en 500cc-Norton) en Ken Kavanagh (350cc-Moto Guzzi). Hij bleef in Europa en startte ook nog in de GP van Duitsland. Hij won de 500cc-race van Grand Prix-wegrace van Tsjecho-Slowakije, die toen nog geen WK-status had. 
In het seizoen 1957 scoorde hij twee WK-punten dankzij een vijfde plaats in de 350cc-Junior TT.
Hij bleef nog jaren in Europa racen, maar zelden in WK-races. Daar waren de oude Norton Manxen ook geen partij voor snelle fabrieksmachines van Gilera, MV Agusta en Honda. De ontwikkeling van de Norton Manx was in 1955 al gestopt. Hoewel er sporadisch nog wel machines werden verkocht, is het toch heel aannemelijk dat Eric nog met de machines van zijn vader reed, intussen wel voorzien van een stroomlijnkuip. In het Continental Circus werd de Norton Manx nog veel gebruikt en in het seizoen 1969 werd Godfrey Nash er zelfs nog derde mee in het 500cc-WK. Soms werd dezelfde Norton ingezet in de 350- en de 500cc-races. Dan werd de motor in de pauze tussen de races omgebouwd. Door het grote aantal verkochte Nortons was de onderdelenvoorziening geen probleem. 
Sporadisch reed Hinton met lichtere machines, zoals een 250cc-Bultaco in 1966 en een 250cc-Yamaha TD 2 in 1969. 
Na dat seizoen reisde hij definitief terug naar Australië, waar hij nog aan nationale races deelnam. Hij hielp ook zijn broer Robert en zijn zoons Tony en Peter met het preparen van hun machines. De oudste broer Harry jr. was in 1959 al gestorven aan een longontsteking na een val tijdens de Coppa d'Oro Shell in Imola.

## Overlijden
In de laatste jaren van zijn leven leed Eric Hinton aan de gevolgen van een beroerte en aan de ziekte van Parkinson. Hij werd behandeld in het Westmead Hospital in Sydney, waar hij op 17 december 2015 op 81-jarige leeftijd overleed. 

## Wereldkampioenschap wegrace resultaten
|         | 1e | 2e | 3e | 4e | 5e | 6e |
| ------- | -- | -- | -- | -- | -- | -- |
| Punten: | 8  | 6  | 4  | 3  | 2  | 1  |

|         | 1e | 2e | 3e | 4e | 5e | 6e | 7e | 8e | 9e | 10e |
| ------- | -- | -- | -- | -- | -- | -- | -- | -- | -- | --- |
| Punten: | 15 | 12 | 10 | 8  | 6  | 5  | 4  | 3  | 2  | 1   |

| Jaar | Klasse | Team  | Motorfiets  | 1       | 2       | 3     | 4       | 5       | 6       | 7       | 8       | 9       | 10    | 11    | 12    | 13    | Punten | Plaats | Wereldkampioen                                |
| ---- | ------ | ----- | ----------- | ------- | ------- | ----- | ------- | ------- | ------- | ------- | ------- | ------- | ----- | ----- | ----- | ----- | ------ | ------ | --------------------------------------------- |
| 1956 | 350 cc | Privé | Norton 40M  | IOM DNF | NED -   | BEL - | DUI -   | ULS -   | NAT -   |         |         |         |       |       |       |       | 0      | -      | Bill Lomas, Moto Guzzi Monocilindrica 350     |
| 1956 | 500 cc | Privé | Norton 30M  | IOM -   | NED -   | BEL - | DUI DNF | ULS -   | NAT -   |         |         |         |       |       |       |       | 0      | -      | John Surtees, MV Agusta 500 4C                |
| 1957 | 350 cc | Privé | Norton 40M  | DUI -   | IOM 5   | NED - | BEL -   | ULS -   | NAT -   |         |         |         |       |       |       |       | 2      | 14e    | Keith Campbell, Moto Guzzi Monocilindrica 350 |
| 1957 | 500 cc | Privé | Norton 30M  | DUI -   | IOM DNF | NED - | BEL -   | ULS -   | NAT -   |         |         |         |       |       |       |       | 0      | -      | Libero Liberati, Gilera 500 4C                |
| 1958 | 350 cc | Privé | Norton 40M  | IOM DNF | NED -   | BEL - | DUI -   | ZWE -   | ULS -   | NAT -   |         |         |       |       |       |       | 0      | -      | John Surtees, MV Agusta 350 4C                |
| 1958 | 500 cc | Privé | Norton 30M  | IOM 11  | NED -   | BEL - | DUI -   | ZWE -   | ULS -   | NAT -   |         |         |       |       |       |       | 0      | -      | John Surtees, MV Agusta 500 4C                |
| 1959 | 350 cc | Privé | Norton 40M  | FRA -   | IOM 14  | DUI - |         |         | ZWE -   | ULS -   | NAT DNS |         |       |       |       |       | 0      | -      | John Surtees, MV Agusta 350 4C                |
| 1959 | 500 cc | Privé | Norton 30M  | FRA -   | IOM DNF | DUI - | NED -   | BEL -   |         | ULS -   | NAT DNF |         |       |       |       |       | 0      | -      | John Surtees, MV Agusta 500 4C                |
| 1965 | 350 cc | Privé | Norton 40M  |         | DUI -   |       |         | IOM DNF | NED -   | BEL -   | DDR -   | TSL -   | ULS - | FIN 6 | NAT - | JAP - | 1      | 24e    | Jim Redman, Honda 2RC 172                     |
| 1965 | 500 cc | Privé | Norton 30M  | VST -   | DUI -   |       |         | IOM DNF | NED -   | BEL -   | DDR DNF | TSL DNF | ULS - | FIN 7 | NAT - |       | 0      | -      | Mike Hailwood, MV Agusta 500 4C               |
| 1966 | 250 cc | Privé | Bultaco     | SPA -   | DUI -   | FRA - | NED DNF | BEL -   | DDR -   | TSL -   | FIN -   | ULS -   | IOM - | NAT - | JAP - |       | 0      | -      | Mike Hailwood, Honda RC 166                   |
| 1966 | 500 cc | Privé | Norton 30M  |         | DUI -   |       | NED -   | BEL -   | DDR DNF | TSL 6   | FIN DNF | ULS -   | IOM - | NAT - |       |       | 1      | 20e    | Giacomo Agostini, MV Agusta 500 4C            |
| 1967 | 500 cc | Privé | Norton 30M  |         | DUI -   |       | IOM -   | NED -   | BEL DNF | DDR DNF | TSL -   | FIN DNF | ULS - | NAT - | CAN - |       | 0      | -      | Giacomo Agostini, MV Agusta 500 3C            |
| 1969 | 250 cc | Privé | Yamaha TD 2 | SPA -   | DUI -   | FRA - | IOM -   | NED -   | BEL 6   | DDR -   | TSL -   | FIN -   | ULS - | NAT - | ADR - |       | 5      | 29e    | Kel Carruthers, Benelli 250 4C                |